# Juan de Grijalva
Juan de Grijalva (1490, Cuéllar, Segovia, Spanyolország – 1527. január 21., Olancho, Honduras) spanyol konkvisztádor volt. 1518. június 19-én első európaiként lépett azték területre. Diego Velázquez de Cuéllar, rokona és egyben Kuba kormányzójának utasítására indult új területek meghódítására.
1518. május 1-jén négy hajóval és 300 emberrel (akik között ott volt Francisco de Montejo és  Pedro de Alvarado is) indult el Kubából a Yucatán-félsziget irányába. 1517-ben, akárcsak korábban Francisco Hernández de Córdoba ő is a Cozumel szigetnél ért először partot. Córdoba halála óvatossá tette a felfedezőt, ezért igyekezett minden felesleges fegyveres összetűzést elkerülni, így Grijalva az elsők között vehette szemügyre a gazdag indián kultúrát. A spanyolok az őslakosok tudatlanságát kihasználva értéktelen tárgyaikat aranyra cserélték.
Továbbhaladva északra találkozott a totonakokkal, akiktől egy nyugatra fekvő nagy birodalomról hallott. Ekkor Pedro de Alvarado társaságában visszaküldte a zsákmányolt kincseket Kubába. Az Isla de Sacrificios szigeten emberáldozatok nyomaira bukkant. Grijalva és társai legelőször a Río Banderas folyónál találkoztak aztékokkal, akiknek aranyért cserébe értéktelen dolgokat adtak, majd visszatértek Kubába.
Kubában eközben már értesültek Grijalva kalandjáról és a mesés kincsekről, így hamar kitört az „aranyláz“.
Végül Francisco de Garay alatt szolgálva, mint kapitány visszatért a Yucatánra. Garay azonban nem volt annyira szerencsés, mint Grijalva korábban: nem talált aranyat, és az embereitől el lett vágva, így Cortéshez fordult segítségért. Csupán Grijalva és emberei maradtak. Cortés tisztelte és félte is Grijalvát ezért felajánlotta, hogy szolgálja őt, vagy fogja ezt a 2000 piastert és térjen vissza Kubába. Grijalva az utóbbit választotta és visszatért Kubába.
1527-ben halt meg Hondurasban.